# Kartenanamorphote

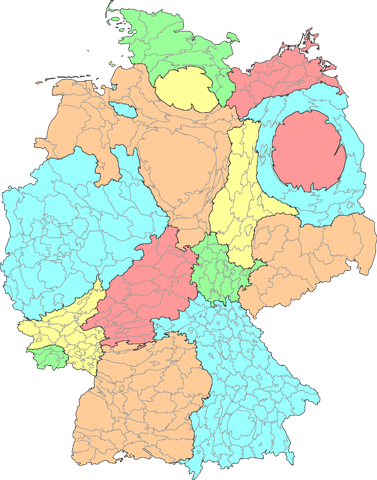
Kartenanamorphote Deutschlands nach einer unbekannten Größe, sicher nicht Einwohner

Eine Kartenanamorphote (auch Kartenanamorphose) ist eine kartografische Darstellung mit variablem Maßstab.
Insbesondere antike Karten waren oft Anamorphotendarstellungen, auf denen die wenig erforschten Gebiete unverhältnismäßig klein dargestellt waren. Umgekehrt wurden religiöse und kulturelle Hochburgen auf diesen Karten oft übertrieben groß dargestellt. Auch in heutigen Stadtplänen werden die Stadtzentren oft etwas vergrößert dargestellt (Fischaugeneffekt), um genügend Platz für die dichteren Innenstadtstrukturen zu haben. Bei den Stadtplänen des Falk-Verlages aus den 1950er und 1960er Jahren wurde diese, die Innenstadt vergrößernde Projektion (Darstellung der Erdoberfläche auf einem Stück Papier) „Hyperboloid-Projektion“ genannt.
Kartenanamorphoten können für thematische Darstellungen benutzt werden. Hier wird die Größe in der Darstellung nicht proportional zur tatsächlichen geometrischen Größe gewählt, sondern in Abhängigkeit von einem beliebigen Attribut (zum Beispiel Länge proportional zur Fahrzeit oder Fläche proportional zur Einwohnerzahl). Ein Beispiel dafür ist die isodemografische Karte, die die Größe von Ländern proportional zur Einwohnerzahl darstellt. Für diese thematischen Darstellungen wird im Englischen das Wort distorted map oder cartogram benutzt, was jedoch nicht der Bedeutung des deutschen Wortes Kartogramm entspricht.
Zur Erstellung von Kartenanamorphoten gibt es einige Algorithmen (z. B. den fluss-basierten Algorithmus von Gastner, Seguy und More) mit verschiedenen Eigenschaften. Diese unterscheiden sich durch Einhaltung der Topologie oder der Form der Objekte.

## Arten von Kartenanamorphoten
Bei nicht-zusammenhängenden Kartenanamorphoten muss die Topologie nicht erhalten bleiben. Dadurch sind die Objekte unabhängig von ihren Nachbarn und können unter Beibehaltung der Form vergrößert oder verkleinert werden.
Zusammenhängende Kartenanamorphote zeichnen sich dadurch aus, dass sie ihre Topologie beibehalten. Dadurch verzerren sich die Objekte der Karte bei Vergrößerung oder Verkleinerung.
Dorling-Kartenanamorphote sind nach Danny Dorling benannt und behalten weder Form, noch Topologie bei. Hier werden die Objekte durch gleichmäßige Formen wie Kreise mit unterschiedlicher Größe ersetzt.
Pseudo-Kartenanamorphote sind Karten, die wie Kartenanamorphote aussehen, aber eigentlich keine sind. Beispielsweise werden hier nicht die Objekte verändert, sondern lediglich das Referenzgitter.